# 대한민국 민법 제1021조
대한민국 민법 제1021조는 승인, 포기기간의 계산에 관한 특칙에 대한 민법 상속법 조문이다.

## 조문
제1021조(승인, 포기기간의 계산에 관한 특칙) 상속인이 승인이나 포기를 하지 아니하고 제1019조 제1항의 기간 내에 사망한 때에는 그의 상속인이 그 자기의 상속개시있음을 안 날로부터 제1019조 제1항의 기간을 기산한다.

## 같이 보기
- 상속
- 기산
- 대한민국 민법 제1019조